# Аиша бинт Тальха
А́иша бинт Та́льха ат-Тайми (араб. عائشة بنت طلحة‎; VII век, Хиджаз — VIII век, Хиджаз) — одна из самых известных арабских женщин. Дочь сподвижника пророка Мухаммада, Тальхи ибн Убайдуллаха и дочери Абу Бакра ас-Сиддика, Умм Кульсум.

## Биография
Её отец был одним из «десятерых, которым был обещан рай». Она выросла в Медине рядом со своей тётей Аишей бинт Абу Бакр, которая была любимой женой Пророка.
Аиша бинт Тальха завоевала большую известность как внучка Абу Бакра и племянница Аиши бинт Абу Бакр. Она объединила благородство рождения с властным духом и редкой красотой. По натуре она была кокетливой и получала похвалу поэтов. Умела с максимальной пользой использовать эмоции, которые она вызывала. Арабский поэт Умар ибн Абу Рабиа назвал её самой красивой женщиной в его время. Она стала причиной отставки губернатора Мекки, аль-Хариса ибн Халида аль-Махзуми, который согласился отложить на час молитву, чтобы она смогла завершить обход Каабы.
Она считается одной из мутазаввиджат, то есть женщин, у которых было несколько мужей; сначала она вышла замуж за своего двоюродного брата Абдуллаха ибн Абдуррахмана ибн Абу Бакра, затем за Мусаба ибн аз-Зубайра, который выплатил в качестве брачного дара миллион дирхамов. После смерти Мусаба Аиша вышла замуж за Умара ибн Убайдуллаха ибн Мамара ат-Тайми. От Абдуллаха ибн Абдуррахмана у неё родились Имран, Абдуррахман, Абу Бакр, Тальха и Нафиса.
Ей приписываются следующие слова о чадре, широко признанном дресс-коде для женщин в исламе:
"Поскольку Всемогущий наложил на меня печать красоты, я желаю, чтобы публика увидела красоту и тем самым признала Его благодать к ним. Поэтому я ни в коем случае не буду покрывать себя».
Точная дата её смерти не известна. По некоторым данным она умерла в Медине около 728 года.